# Krzysztof Dowgiałło
Krzysztof Dowgiałło (ur. 30 czerwca 1938 w Nowomalinie) – polski polityk, architekt, działacz opozycji w okresie PRL, poseł na Sejm X kadencji.

## Życiorys
Syn Karola i Zofii z Potulickich.
Ukończył w 1962 studia na Wydziale Architektury Politechniki Gdańskiej. Od 1963 pracował w wyuczonym zawodzie w Wielkiej Brytanii, Francji i Algierii, a od 1967 w Gdańsku. Jest autorem wiersza Ballada o Janku Wiśniewskim, napisanego pod wpływem uczestnictwa w wydarzeniach grudniowych w 1970. W 1980 przystąpił do „Solidarności”, zasiadał w zarządzie regionu związku. Z powodu działalności opozycyjnej był pozbawiany wolności w latach 1981–1983, a także w 1985. Pełnił funkcję redaktora naczelnego więziennej gazetki w Potulicach, był dystrybutorem pomocy kościelnej, nauczycielem języka francuskiego w ZK Potulice, przywódcą wielu protestów więziennych.
W latach 1989–1993 zajmował stanowisko wiceprzewodniczącego Międzynarodowej Organizacji Pracy. Pełnił też mandat posła na Sejm kontraktowy z ramienia Komitetu Obywatelskiego, pełnił funkcję zastępcy przewodniczącego Komisji Polityki Przestrzennej, Budowlanej i Mieszkaniowej. Od 1990 do 2005 należał kolejno do Ruchu Obywatelskiego Akcja Demokratyczna, Unii Demokratycznej i Unii Wolności. W 1990, 1994 i 1998 był wybierany na radnego miasta Sopotu. W wyborach parlamentarnych w 1991, 1993, 1997 i 2001 bezskutecznie kandydował do Sejmu RP.
Uczestnik i laureat otwartych i zamkniętych konkursów architektonicznych.

## Życie prywatne
Był żonaty z Anną z domu Chodkiewicz (zm. 2023); ma trzech synów (Marcina, Piotra i Wojciecha) i córkę (Marię).

## Odznaczenia
W 2007 został odznaczony przez prezydenta Lecha Kaczyńskiego Krzyżem Komandorskim z Gwiazdą Orderu Odrodzenia Polski.